# Atemoya
Atemoya (Annona ×atemoya Mabb.) – mieszaniec, powstały w wyniku skrzyżowania dwóch gatunków flaszowców pochodzących z tropikalnych rejonów Ameryki: Annona squamosa oraz  Annona cherimola. Nazwa stanowi zbitkę lokalnych nazw obu wyjściowych owoców, ate i cherimoya.
Owoc atemoya ma kształt sercowaty lub kulisty, zieloną skórkę pokrytą licznymi wypukłościami, soczysty miąższ, przewyższający w smaku Annona squamosa. Zawiera wiele niejadalnych, toksycznych nasion, chociaż mniej niż A. squamosa. Obecnie w uprawie w wielu krajach o ciepłym klimacie, np. w Izraelu, w Indiach, na Filipinach, oraz w USA na Florydzie i na Hawajach.

## Przypisy

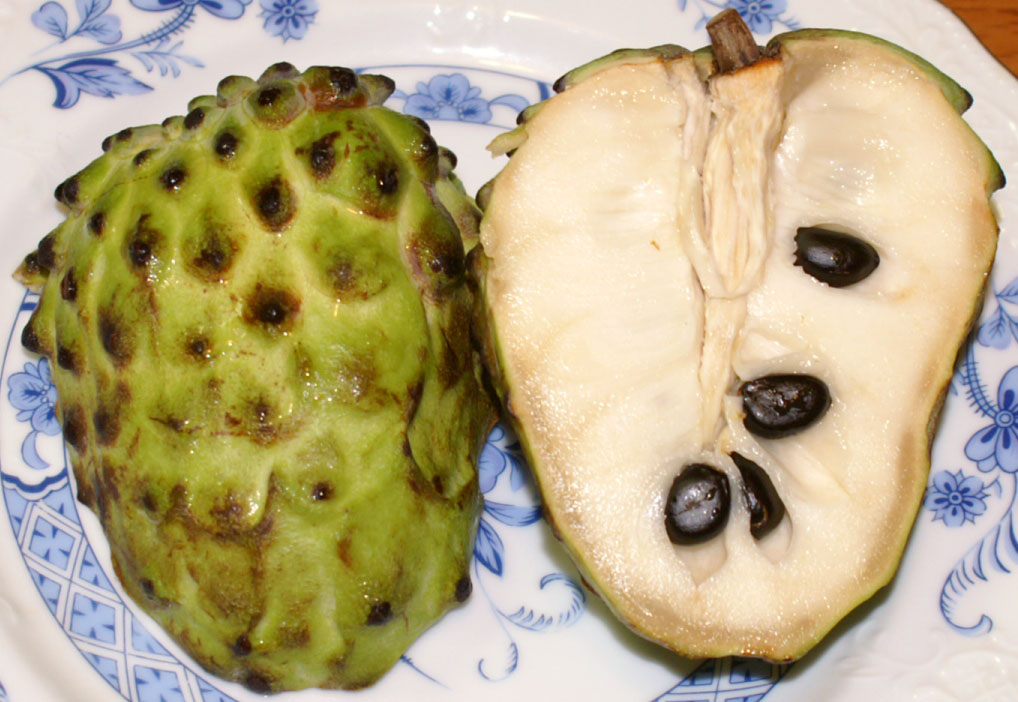
Owoc w przekroju